# Полба

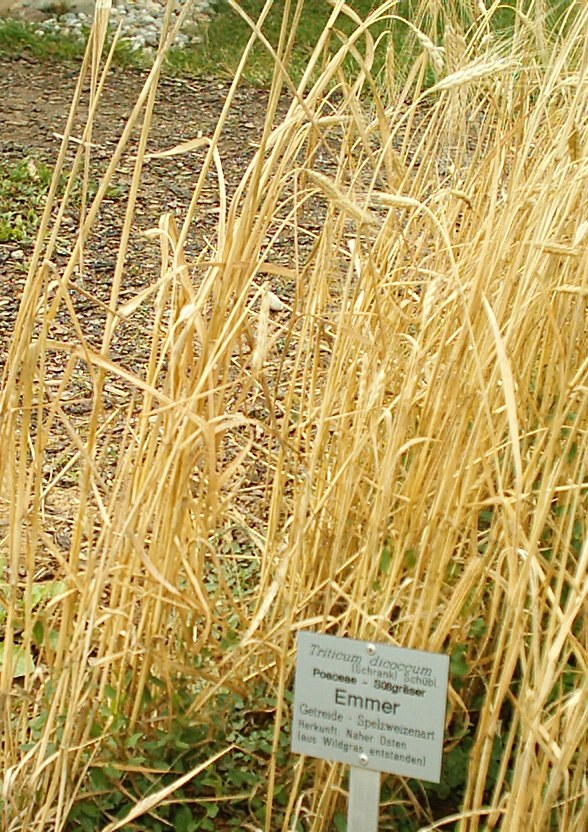

Пшениця двозерна, полба, двозернянка (Triticum dicoccum (Schuebl.) Schrank), больба, голомша — однорічна рослина родини тонконогових, що включає в себе цілу низку підвидів і форм плівчастих пшениць. Також відома під назвами полба (напівполба) еммер (англ. emmer) чи, здебільшого в Італії, фарро (італ. farro).
Ця тетраплоїдна пшениця утворена гібридизацією двох диплоїдних диких трав, пшениці Урарту (Triticum urartu) (один із різновидів дикої однозернянки (Triticum boeoticum), а також поки неідентифікованого Aegilops. Геном D, привнесений у тетраплоїдну пшеницю зародковою плазмою Aegilops tauschii, обумовив добрі хлібопекарські якості м'якої пшениці та її озимий тип.
Суттєва подібність у морфології та генетиці вказує на походження двозернянки від диких двозернянок (Triticum dicoccoides). Деякі систематики також відносять двозернянки, дикі й одомашнені, до одного виду Triticum turgidum, спільно з іншими тетраплідними пшеницями. За такою схемою дві форми визнані на рівні підвидів: Т. turgidum підвид dicoccoides та Т. turgidum підвид dicoccom. Остання схема більше відображає генетичну подібність.
Колоски довгі, вузькі та щільні, з довгими остями та ламкою віссю. В кожному колоску, здебільшого 5-квітковому, розвиваються 2 зернини (звідси й назва).

## Походження
За декілька тисячоліть до нашої ери полбу широко вирощували у Малій Азії, Єгипті, Сирії, Ірані та Месопотамії. В епоху мезоліту — неоліту двозернянка широко використовувалася як харчова рослина, зокрема в країнах Азії, Північній Африці (знайдена в усипальнях фараонів) та Європі (зокрема у трипільців). Полба була однією з перших одомашнених культур на Близькому Сході. У дикому вигляді двозернянка зростає в зоні родючого півмісяця на Близькому Сході.
Вчені вважають, що осередком зародження полби є країни Східного Середземномор'я, а також Закавказзя і Абісинії.
В Україні найдавніші знахідки відносяться до часів бронзового віку, тобто доби Трипільської цивілізації.
Перше згадування про вирощування полби на території сучасної Росії сягає XV століття. Основні посіви її були зосереджені на Середній Волзі, та Астраханській губерніях.

## Вирощування та використання
Двозернянка невибаглива до ґрунтів, посухостійка, стійкіша до холодів, ніж пшениця, добре переносить весняні приморозки, не вилягає, стійка до іржі. Полба характеризується швидким визріванням, непримхливістю, добре зростає на чорноземах, на глині, під самою тайгою і на торф'яниках. До негативних господарських якостей полби слід віднести досить грубі остисті плівки, які щільно прилягають до зерна і покривають його. Така морфологічна особливість затруднює процеси вимолоту зерна з колосків. Полба переважно використовується в селекції пшениці.
У Карпатському регіоні полбу вирощували до середини 50-х років XX століття (під назвами «оркіш» і «лускниця»), у словацькій частині Карпат — ще й у 80-ті роки (її використовували, поряд з ячменем, для логази). Під час експедиції у 1940 р. Μ. I. Вавилов знайшов кущ пшениці-двозернянки Triticum dicoccon біля Путили під Чернівцями. У Криму полба була знайдена на Керченському півострові у районі Феодосії. У 20-ті роки полбу вирощували у татарських селищах біля Бахчисараю. Населення Поволжя вважало цю пшеницю «найнадійнішим хлібом».
При посівах плівчастих пшениць використовували не зернівки, а цілі колоски і при цьому глибина оранки повинна бути незначною.
Палеоетноботанічні дослідження показують, що заміна плівчастих пшениць на голозерні на території України відбулась на межі 1-го та 2-го тисячоліть нашої ери. Масово ці пшениці з'являються в палеоетноботанічних матеріалах з розкопок грецьких міст-колоній та їх сільськогосподарської округи в Північному Причорномор'ї.
Сьогодні полба належить до рідкісних культур. В Україні вирощується, зокрема, на Слобожанщині й реалізується в торговельних мережах усієї країни[джерело?].
Збіжжя двозернянки використовується на борошно та фураж. Цінність цього виду пшениці полягає в його здатності дати гарний врожай на бідних ґрунтах, а також його стійкість до грибкових захворювань, таких як стеблева іржа, що вельми поширені на вологих територіях. Полба вирощується в Ефіопії, на півдні Аравії, в Марокко, Індії, Туреччині, Вірменії, Азербайджані, Дагестані, Росії (Татарстан) та деяких районах Закавказзя, Іспанії (Астурія), Карпатських горах на кордоні Чехії й Словаччини, Албанії, Швейцарії, Італії. Крім того, як спеціальний продукт, полба вирощується в США. Традиційна рослинна їжа в Ефіопії, це порівняно маловідоме зерно має значний потенціал для покращення харчування, підвищуватиме продовольчу безпеку, сприяє розвитку сільських районів і підтримує сталість традиційного землекористування.
Полба — зернова культура, яка має майже 100 % склоподібності, і вміщує 17-23 % білка, 38-40 % сирої клейковини. Маса 1000 зерен у середньому становить 29—35 г, у форм з Італії та Піренейського півострова 45—55 г, на відміну від пшениці, де маса 1000 зерен становить 40—50 г. Вихід крупи з зерна полби становить 61—85 %, тоді як з ячменю — 56 %, гречки — 69 %, проса — 77 %. Зерно має гарний показник вирівняності за розміром, що сприяє технологічному процесу виробництва круп високої якості і знижує втрати. Коефіцієнт розварюваності у різних зразків полби — від 6,6 до 8,0.